# Wish You Were Here (Pink Floyd-album)
A Wish You Were Here a Pink Floyd kilencedik albuma. 1975. szeptember 15-én jelent meg. Szerepel az 1001 lemez, amit hallanod kell, mielőtt meghalsz című könyvben.

## Áttekintés
Az album tisztelgés Syd Barrett előtt, aki mentális problémái és kiszámíthatatlan viselkedése miatt 1968 elején elhagyni kényszerült az együttest. Az albumon eredetileg három dal kapott volna helyet, amelyeket két éve rendszeresen játszottak koncertjeiken: Shine On, Raving and Drooling és Gotta Be Crazy. A Shine Onból Shine on You Crazy Diamond lett, míg a másik kettőt Roger Waters elhagyta (ezek következő albumukon Dogs és Sheep címmel, és módosított szöveggel szerepeltek). Ezek helyett új dalokat írt, melyek az együttes akkori állapotára vonatkoztak (a címadó dal), valamint a zeneipar visszásságait karikírozták ki (Welcome to the Machine és Have a Cigar).
A felvételek néha elég feszült hangulatban teltek. A Dark Side of the Moon sikere nyomán újra a reflektorfénybe kerültek, és a zenészek aggodalma egyre növekedett, hogyan csináljanak hasonlóan sikeres lemezt. Richard Wright ezen az albumon vett részt utoljára a dalszerzésben (egészen az 1994-es The Division Bellig ). Ez volt az utolsó album, melynek munkálataiból mind a négy zenész aktívan kivette a részét. Waters egyre agresszívabb lett, átvette a teljes vezetést. A többi zenészre nehezedő nyomás és a köztük lévő feszült viszony kezdte felőrölni az együttest.
A csomagolást teljesen feketére tervezték, felirat nélkül. A kiadónak ez nem tetszett, ezért egy matricát tettek rá, melyen két robot fog kezet a négy őselemet jelképező háttér előtt. A borító ennek a matricás csomagolásnak az eltávolítása után vált láthatóvá.

## Syd Barrett látogatása a stúdióban
1975. június 5-én, mialatt a vokált vették fel a Shine on You Crazy Diamondhoz, Syd Barrett tért be a stúdióba. Meghívás nélkül jött, kopasz volt (a szemöldökét is leborotválta) és kövér, még az együttes sem ismerte fel. Jerry Shirley azt hitte, hogy egy Krisna-hívő. A többiek majdnem sírtak; Waters később bizalmasan elmondta, hogy elsírta magát. Eljátszottak neki egy dalt (Mason azt mondta, nem emlékszik, melyiket), de miután befejezték, Barrett egy szót sem szólt. Amikor valaki megkérte őket, hogy játsszák el megint, Barrett csak annyit mondott: minek játszanák el, hiszen az előbb már hallották. Utána eljátszották a Wish You Were Here-t is, és megkérdezték Barrettet, mit gondol a dalról. Azt mondta: Kicsit réginek hangzik. Barrett megkérdezte, miben segítsen a többieknek, mert éppen ráért. Azelőtt öt évig nem látták, és azóta sem találkoztak vele. A látogatás hatására Wright a See Emily Play refrénjének egy változatát játszotta az album utolsó másodperceiben.

## A lemezborító
A Wish You Were Here az egyik legrészletesebben kidolgozott albumborítóval jelent meg. Storm Thorgerson az 1974-es turnén csatlakozott az együtteshez, szövegekhez is adott ötleteket, főleg atekintetben, hogy a dalok inkább foglalkozzanak a „megvalósulatlan jelenlét” problémájával, semmint Barrett betegségével. A hiánynak ez a gondolata volt a fő témája az akkori többórás együttgondolkodásaiknak. Thorgerson hívta fel a figyelmet a Roxy Music Country Life című albumára, aminek az áttetsző zöld celofán csomagolása kitakarta a tényleges borítót – innen származik az album feketébe való csomagolása (és a tényleges borító elrejtése). A "Welcome to the Machine" és a "Have a Cigar" koncepciója vetett e fel a kézfogás (mint sokszor üres gesztus) gondolatát, George Hardie pedig tervezett egy matricát az album logójával, amin két mechanikus kéz fog kezet – ez került a fekete csomagolásra. A borító alapgondolatát a valós érzéseink elpalástolása, a „megégéstől” való félelem inspirálta – ezért látunk két kezet fogó üzletembert, akik közül az egyik lángol. A „megégni” a zeneiparban is honos szófordulat volt, a ki nem fizetett jogdíjakra utal. A két üzletembert kaszkadőrök alakították, az egyikük az öltöny alatt tűzálló öltözetben, a fejét a paróka alatt sisak védte. A fénykép a Warner Bros. Stúdió udvarán készült – a szél az utolsó pillanatban váratlanul megfordult, az egyik kaszkadőr szemébe fújva a lángot, akinek le is égett a bajsza. Ekkor helyet cseréltek (bal kézzel is fogtak aztán kezet), és a képet megtükrözve nyomtatták ki.
A lemez hátsó borítóján egy arc nélküli „Floyd üzletember” látható, Thorgerson szavaival „eladja a lelkét” a sivatagban (Yuma sivatag, Kalifornia). A teste nem látható, ezért egy üres öltöny jeleníti meg az üzletembert. A homokban „úszó” ember vagy a „csobbanás nélküli” fejesugró szintén a hiány megjelenítői. Ez utóbbi fényképfelvétel a kaliforniai Mono-tónál készült: a The Diver című képet Aubrey Powell a Hipgnosis stúdió fotósa készítette.

## Új kiadások
Az albumot 1975-ben Nagy-Britanniában a Harvest Records, Amerikában a Columbia Records jelentette meg. Az újrakevert CD változatot 1994-ben Nagy-Britanniában az EMI, 1997-ben a világ többi részén a Columbia jelentette meg. Viszont a 2000-es 25. évfordulóra készült CD-t Amerikában a Capitol Records, a világ többi részén az EMI jelentette meg.

## Sajtóvisszhangok
- 1998-ban a Q Magazine olvasói a lemezt minden idők 34. legjobb albumának választották.
- 2003-ban a Rolling Stone magazin 500-as listáján minden idők 209. legjobb albumának választották. Ám ugyanebben a magazinban Ben Edmonds 1975. november 6-i kritikájában eléggé lehúzta a lemezt: „A Pink Floyd nem tudja, mi a szenvedés”.

## Az album dalai
|    | Cím                                     | Szerző(k)                                   | Hossz |
| -- | --------------------------------------- | ------------------------------------------- | ----- |
| 1. | Shine on You Crazy Diamond, Parts I-V   | David Gilmour, Roger Waters, Richard Wright | 13:34 |
| 2. | Welcome to the Machine                  | Waters                                      | 7:31  |
| 3. | Have a Cigar                            | Waters                                      | 5:24  |
| 4. | Wish You Were Here                      | Gilmour, Waters                             | 5:34  |
| 5. | Shine on You Crazy Diamond, Parts VI-IX | Gilmour, Waters, Wright                     | 12:31 |

Léteznek kiadások, melyeken a Shine on You Crazy Diamond kétrészesnek van feltüntetve.

## Helyezések
A Wish You Were Here legjobb helyezése a Billboard listáján az 1. hely volt (1975 októberében két hétig volt ott), a listán egy évig szerepelt. Amerikában mindezidáig több mint 6 millió darabot adtak el belőle, már 1975. szeptember 17-én aranylemez lett. 1997. május 16-án hatszoros platinalemez lett. Világszerte több mint 13 millió darabot adtak el belőle.
Album – Billboard (Amerika)
| Év   | Lista       | Helyezés |
| ---- | ----------- | -------- |
| 1975 | Pop Albumok | 1        |

## Idézet
- „A Wish You Were Here (Bárcsak itt lennél) nagyon jó cím. Mindig azt mondtam, hogy Wish We Were Here (Bárcsak itt lennénk) legyen a címe, mert nem igazán voltunk ott.” – Roger Waters, In the Studio with Redbeard for Making of The Wall, 1989. július
- „Meg kell mondanom, nagyon nehéz időszak volt. Minden gyerekkori álmod valóra vált, nekünk voltak a legjobb lemezeink, és mindenünk megvolt, ami ezzel járt. Nők, pénz, hírnév és így tovább… minden sikerült és valahogy át kellett értékelni, hogy mit és miért csináltál, és ez egy zavaros, tétlen időszak volt…, de meg kell hogy mondjam, ez a kedvenc lemezem, a Wish You Were Here. Az eredmény nagyon jó, akármi is volt előtte. Nagyon szeretem.” – David Gilmour, In the Studio with Redbeard for Making of Shine On, (az 1. és 2. részt 1992 decemberében sugározták) and Making of WYWH (először 1995 szeptemberében sugározták), 1992. december
- „Csak forog az album, a dalok egymásba úsznak, egy perc szünet sincs, és ez nagyon jó érzést ad.” – Richard Wright, World Premiere of The Division Bell and Making of WYWH (először 1995 szeptemberében sugározták), 1994. március
- „Sokkal nehezebb volt megcsinálni. Roger egyre mogorvább lett. Mindannyian öregebbek lettünk. Gyerekeink voltak. Több konfliktus volt köztünk, gyakran jöttek idegenek a stúdióba, amit nem szerettünk. Rám is nagyobb nyomás nehezedett, hogy minél pontosabban doboljak. De szerintem nagyon jól sikerült. A témák ismétlődését tekintve a Meddle utódja is lehetne.” – Nick Mason

## Közreműködők
- David Gilmour – gitár, ének, steelgitár, EMS Synthi A szintetizátor, basszusgitár
- Roger Waters – basszusgitár, VCS-3, ének
- Richard Wright – billentyűs hangszerek, ének, VCS-3
- Nick Mason – dob, ütőhangszerek, szalagos effektek
- Dick Parry – szaxofon a Shine on You Crazy Diamond-on
- Roy Harper – ének a Have a Cigar-on
- Stephane Grappelli – hegedű
- Venetta Fields – vokál
- Carlena Williams – vokál

### Produkció
- Brian Humphries – hangmérnök
- Peter James – asszisztens
- Hipgnosis – design, fotók
- Storm Thorgerson – új kiadás design
- George Hardie – illusztrációk
- Phil Taylor – fotók az új kiadáson
- Jill Furmanovsky – fotók az új kiadáson
- Richard Manning – design asszisztens
- Howard Bartrop – design asszisztens
- Jeff Smith – design asszisztens
- Peter Christopherson – design asszisztens